# Неіржавна сталь

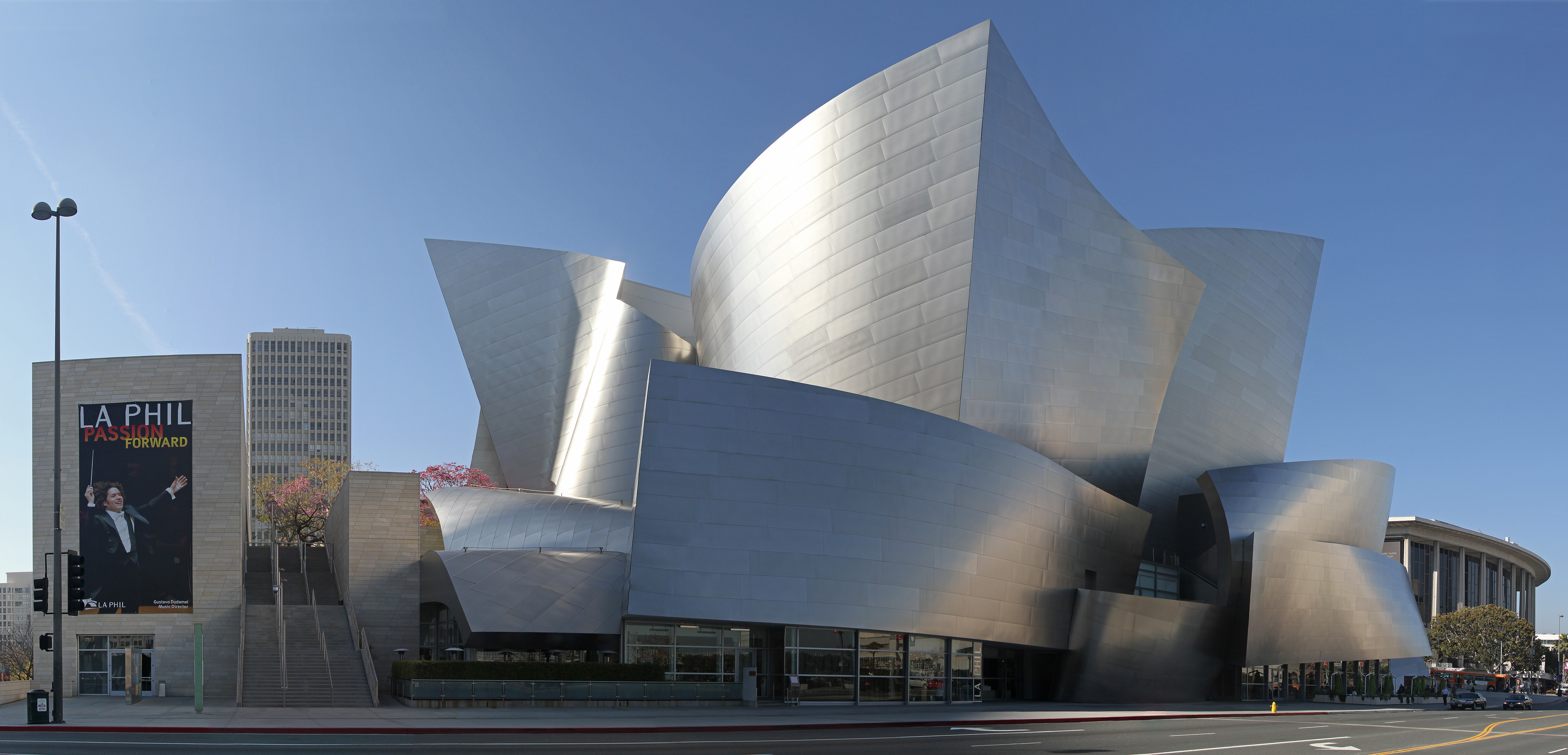
Облицювання з неіржавної сталі, яке використане при спорудженні концертного залу імені Волта Діснея (Лос-Анджелес, США)

Неіржавна (також нержаві́юча, нержавка́, нержаві́йна) сталь (також нержаві́йка) — стійка до корозії в атмосфері й агресивних середовищах сталь із вмістом хрому не менше 10,5 % та вмістом вуглецю не більше ніж 1,2%. Стійкість досягається легуванням. Основний легуючий елемент неіржавної сталі — хром (10,5—20 %). Вищий вміст хрому в сталі дає більший опір корозії, сплави з понад 12 % хрому не іржавіють у звичайних умовах і в слабкоагресивних середовищах, понад 17 % — корозієстійкі в агресивних окиснювальних середовищах, зокрема в азотній кислоті концентрації до 50 %.

## Історія
Корозійна стійкість сплаву хрому з залізом відкрита 1821 року французьким металургом П'єром Бертьє, проте за наявних тоді технологій сплав був непрактичний через високу ламкість. У 1890-х німецький хімік Ганс Гольдшміт (Hans Goldschmidt) винайшов алюмінотермічний спосіб одержання сплаву.
Американський дослідник Елвуд Гейнс 1907 року патентував нікелево-хромовий сплав стеліт, а 1910 року опублікував статтю на Міжнародному конгресі прикладної хімії.
Німецька компанія Friedrich Krupp AG 1908 року збудувала 366-тонний вітрильник Германія з корпусом із нікеле-хромового сплаву сталі, 1912 року запатентувала аустенітну неіржавну сталь і розгорнула її виробництво.

## Класифікація неіржавних сталей за структурою
За структурою неіржавні сталі бувають аустенітними, феритними, дуплексними (феритно-аустенітними) та мартенситними.
- Аустенітні неіржавні сталі разом із хромом (на рівні 15—20 %) містять нікель (5—15 %), який збільшує деформовність і опір корозії. Вони є немагнітними. Добре піддаються тепловій обробці та зварюванню. З підвищенням вмісту хрому (20—25 %) та нікелю (10—20 %) аустенітні неіржавні сталі мають кращу стійкість до окиснення за високих температур, їх ще називають жароміцними сталями.
- Феритні неіржавні сталі за властивостями подібні до вуглецевих сталей, але є корозієстійкими, легко піддаються обробці; хрому містять, зазвичай на рівні 13—17 %; є магнітними.
- Дуплексні неіржавні сталі мають змішану феритно-аустенітну структуру. Вміст хрому на рівні 18—28 % та нікелю в межах 4,5—8 %. Додаткові легувальні елементи — молібден, мідь, титан, ніобій. Хімічний склад цих сталей такий, що співвідношення аустеніту і фериту після оптимальної термічної обробки становить приблизно 1:1. Цей клас сталей має ряд переваг порівняно з аустенітною сталлю: вища (у 1,5—2 рази) міцність при задовільній пластичності та стійкості до дії ударних навантажень.
- Мартенситні неіржавні сталі містять зазвичай близько 12—14 % хрому та мають порівняно збільшений вміст вуглецю (0,2—0,4 %), є магнітними. Вони зміцнюються загартуванням і відпуском. Такі сталі проявляють високий опір процесам старіння.

Аустенітні та феритні неіржавні сталі становлять приблизно 95 % всіх неіржавних сталей, які використовуються в промисловості.

## Використання
В техніці за хімічним складом найчастіше застосовують хромові і хромонікелеві корозійностійкі сталі.

### Хромові сталі
Хромові корозійностійкі сталі можуть містити 13, 17 або 25…27 % хрому. Сталі марок 08X13, 12X13, 20X13 піддаються гартуванню від 1000 °C і відпуску при 600…700 °C. Їх застосовують для виготовлення деталей з підвищеною пластичністю, що працюють в слабоагресивному середовищі. Сталі 30X13, 40X13 піддаються гартуванню і відпуску при 200…300 °C. З них виготовляють різальний, вимірювальний та хірургічний інструмент.
Сталі 12X17, 15X28 мають вищу корозійну стійкість. Піддаються відпалу при температурі 700…780 °C. Використовуються для виготовлення устаткування заводів легкої і харчової промисловості, труб, що працюють в агресивному середовищі, кухонного посуду.

### Хромонікелеві та хромонікельмарганцеві сталі
Хромонікелеві сталі звичайно містять 18 % хрому і 9…12 % нікелю (04Х18Н10, 12X18H10Т, 12X18H12T і ін.). Вони мають вищу корозійну стійкість в порівнянні з хромовими сталями, кращі механічні властивості, добре зварюються. Ці сталі мають аустенітну структуру. Їх термообробка складається з гартування від температури 1100…1150 °C у воді без відпуску. Нержавіючі хромонікелеві сталі аустенітного класу немагнітні.
Хромонікелеві сталі схильні до міжкристалітної корозії. Вона швидко розповсюджується по границях зерен без помітних зовнішніх ознак. Це відбувається унаслідок утворення карбідів хрому по границях зерен, що приводить до зменшення вмісту хрому в поверхневому шарі зерна. Щоб карбіди хрому не утворювалися, треба або використовувати, сталі з пониженим вмістом вуглецю (до 0,04 %), або додатково легувати сталь титаном, що зв'язує вуглець в карбід титану.
Використовуються хромонікелеві сталі в харчовій і хімічній промисловості, у холодильній техніці. Оскільки нікель дорогий елемент, іноді його частково замінюють марганцем і використовують сталь 10Х14Г, 14Н4Т (хромонікельмарганцеві сталі). Хромонікелеві і хромонікельмарганцеві сталі служать матеріалом для деталей апаратів і виробів, що їх експлуатують при високій температурі під тиском.
Хромонікельмарганцева сталь є відносно недорогим замінником хромо-нікелевих сталей. Такі сталі містять у своєму складі від 1 до 5 % нікелю та до 15 % хрому. Дорогоцінний нікель в таких сталях частково замінений на марганець та азот. Така сталь оптимально легована хромом, нікелем, марганцем, міддю й азотом. Хімічний склад забезпечує аустенітну структуру та високу міцність і прекрасну здатність до деформування. Завдяки новітнім технологіям виготовлення та збалансованому хімічному складу, аустенітна сталь, як приклад, марки 12Х15Г9НД (AISI 201) має високу корозійну стійкість і не поступається за цим показником маркам з високим складом нікелю.